# Det hände i Paris
Det hände i Paris (engelska: Reunion in France) är en amerikansk krigsdrama från 1942 i regi av Jules Dassin.

## Handling
I det tyskockuperade Paris försöker en kvinna smuggla ut en strandad RAF-pilot till Portugal.

## Rollista i urval
- Joan Crawford - Michelle de la Becque
- John Wayne - Pat Talbot
- Philip Dorn - Robert Cortot
- Reginald Owen - Schultz, Gestapoagent
- Albert Bassermann - general Hugo Schroeder
- John Carradine - Ulrich Windler, Gestapochef
- Ann Ayars - Juliette
- J. Edward Bromberg - Durand, fransk polis
- Moroni Olsen - Paul Grebeau
- Henry Daniell - Emile Fleuron
- Howard Da Silva - Anton Stregel, Gestapoagent
- Charles Arnt - Honoré, Roberts butler